# Operazione: Zero Tolerance
Operazione: Zero Tolerance (Operation: Zero Tolerance) è un crossover che intreccia le testate Cable (vol. 1), Generation X (vol. 1), Uncanny X-Men (vol. 1), Wolverine (vol. 2), X-Force (vol. 1), X-Men (vol. 2) e X-Man (vol. 1), pubblicato dalla Marvel Comics fra maggio e novembre 1997. Sceneggiata da Larry Hama, Terry Kavanagh, Scott Lobdell, John Francis Moore, James Robinson e Steve Seagle per i disegni di Chris Bachalo, Roger Cruz, Pascual Ferry, Randy Green, Rob Haynes, Salvador Larroca, Joe Madureira, Pop Mahn, Carlos Pacheco, Adam Pollina e Leinil Francis Yu, la storia si focalizza sulla decisione del governo degli Stati Uniti di approvare l'Operazione: Zero Tolerance ricorrendo all'aiuto del misterioso Bastion e delle sue Prime Sentinelle per sistemare una volta per tutte la minaccia mutante.

## Trama
A tarda notte, mentre J. Jonah Jameson riceve nel suo ufficio Bastion, rifiutando il CD che contiene le vere identità degli X-Men che l'altro gli offre, in strada l'Uomo Ragno sventa l'attentato di Callisto e Marrow ai danni di Henry Peter Gyrich, rappresentante di Operazione: Zero Tolerance con la quale il Governo degli Stati Uniti intende occuparsi definitivamente della minaccia mutante. L'attacco però innesca la trasformazione delle guardie del corpo di Gyrich in Prime Sentinelle che non esitano a far fuoco indiscriminatamente pur di abbattere le due terroriste e l'Uomo Ragno, in ultimo salvate dallo stesso Gyrich grazie ad una pistola. Poco lontano, nel South Bronx di NYC, il pronto soccorso il cui lavora la dottoressa Cecilia Reyes diventa improvvisamente movimentato all'arrivo di un paziente in fin di vita che una volta dichiarato deceduto si rialza affermando di essere una Prima Sentinella con il compito di eliminare proprio la Reyes colpevole di essere mutante. Benché il suo campo di forza le permetta di resistere ai colpi a lei indirizzati, solo l'intervento dell'Uomo Ghiaccio riesce ad allontanarla dal pericolo e dopo un breve diverbio i due si incamminano nei tunnel dei Morlocks sotto la città per allontanarsi dall'edificio.
In New Mexico, intanto, Bastion mostra a Jubilee l'arrivo dei suoi ultimi prigionieri pronti per essere segregati nelle viscere della base. La vista di Ciclope, Fenice, Wolverine, Tempesta e Cannonball intristisce così tanto la giovane da farla cadere in uno stato catatonico mentre parecchi piani più giù le guardie accertato il decesso di Wolverine, ignare che il suo fattore rigenerante stia provvedendo a guarirlo, e lo portano ai forni crematori. Svegliatosi grazie all'odore del gas, Wolverine mette fuori combattimento le guardie e corre in soccorso dei compagni coi quali riesce a fuggire dalla struttura. All'altro capo del mondo, in Israele, Sabra recupera informazioni importanti per gli X-Men ma prima che possa recapitargliele viene intercettata da alcune Prime Sentinelle che la obbligano a fuggire. A NYC, Uomo Ghiaccio e Cecilia si rifugiano in uno degli appartamenti di Arcangelo ma vengono attaccati dalla sua governante, in realtà una Sentinella anche lei, e salvati dalla detective Charlotte Jones che li porta al suo commissariato non per metterli al sicuro ma per consegnarli ad altre Sentinelle in cambio di suo figlio tenuto in ostaggio; solo l'inaspettato aiuto di Marrow, che provoca un black out all'intero edificio, permette loro di scappare e cadere poi nella trappola delle Prime Sentinelle. Nel Missouri, contemporaneamente, il Fronte di Liberazione Mutante prende in ostaggio i ricercatori di un centro per le malattie oncologiche che sospetta stiano ricreando il virus Legacy. Arrivati assieme ad un contingente di esponenti di Operazione: Zero Tollerance, Domino, Siryn e Sunspot si fanno passare per addetti stampa riuscendo a entrare nell'edificio e scontrandosi con il FLM, riuscendo infine a prendere il controllo della situazione. Mentre all'esterno, Meltdown, Rictor e Shatterstar vengono arrestati dalle Prime Sentinelle, i ricercatori del centro una volta liberati rivelano di essere agenti di Bastion e si preparano a lottare.
Al centro per le malattie oncologiche, Domino con un po' di esplosivo fa saltare in aria l'edificio dopo che i suoi compagni sono fuggiti. Risvegliatasi in una località segreta, incatenata a un tavolo operatorio, ascolta la storia della Sentinella Ekatarina Gryaznova a cui ha distrutto la vita e che, decisa a vendicarsi, la sottopone a intervento chirurgico per rimuoverle la parte di cervello in cui è contenuto il suo potere. Durante il trasporto dei tre membri di X-Force catturati, Siryn, Sunspot e Moonstar intercettano il veicolo e liberano gli amici, sconfiggendo prima la Sentinella Gryaznova; in un altro stato, una debole Domino senza più poteri cerca invano di mettersi in contatto con Cable. Qualche tempo dopo, però, viene prelevata dal jet di X-Force riunendosi alla squadra e tornando alla base, anche se la mancanza del suo potere la porta ad allontanarsi dal gruppo per qualche tempo. Infiltratosi allo Xavier Institute per entrare in possesso dei protocolli Xavier sulle identità degli X-Men, Cable riesce a soccorrere Calibano prima di scontrarsi con le forze di Bastion che presidiano la scuola e liberarla dalla loro presenza. Dopo aver ricevuto la chiamata telepatica di Cable, X-Man si precipita a soccorrere i nipotini di Jean Grey ricercati dalle Sentinelle perché ritenuti mutanti inespressi. Riuscito a metterli in salvo, rifiuta la proposta di darsi alla macchia coi signori Grey e i bambini per rimanere a NYC in attesa di sviluppi della situazione.
Raggiunta Venice, California, i ragazzi di Generation X si accampano una sera a casa del cugino di Skin, ignari che la ex di quest'ultimo si sia messa d'accordo con le Prime Sentinelle per consegnarli tutti in cambio della sua vendetta. Riusciti a sfuggire all'assalto, i ragazzi riparano nelle fogne della città, inconsapevoli di essere seguiti, e spuntano fuori in un vecchio magazzino di auto dove danno battaglia alle Sentinelle fino a quando l'esplosione di un serbatoio di benzina (che provoca una reazione a catena) non fa crollare l'edificio. All'arrivo dei soccorsi, dei membri di Generation X rimangono solo Synch e le gemelle Nicole e Claudette St. Croix, prima fuse a formare M. In Florida, intanto, Emma Frost e Banshee sono indecisi se consegnare Penance a Emplate per riavere i ragazzi indietro. La discussione degenera presto ed Emma è costretta a usare i suoi poteri per stordire il collega, accettando l'accordo; tuttavia prima che il malvagio possa portare via la ragazza, Banshee rinviene e l'attacca scacciando così la minaccia. Avvertita Emma di non tornare più alla Massachusetts Academy perché incapace di fidarsi del suo giudizio, nonostante questa affermi di non aver mai avuto intenzione di tener fede all'accordo, Banshee e Penance la lasciano indietro. Riuscita a fuggire dalla base di Bastion in New Mexico portando dalla sua parte una Sentinella, Jubilee si mette in cammino per tornare dai suoi amici ignara degli ultimi avvenimenti.
Arrivati a un ex-campo profughi nel deserto, Ciclope, Fenice, Tempesta, Cannonball e Wolverine fanno la conoscenza di un pilota d'aerei ormai in pensione che dice di abitare lì quando non è in cura alla clinica Prospero in cui ha subito molti impianti protesici a seguito di un incidente aereo. Mentre a Washington, D.C. il senatore Robert Kelly decide di far sospendere Operazione: Zero Tolerance chiedendo l'aiuto del presidente, nel corso della notte Wolverine si reca alla clinica scoprendo che è un impianto per la produzione di Sentinelle e che quindi tutti i pazienti lì trattati sono stati lentamente convertiti in cyborg attivabili da Bastion in qualsiasi momento. Il mattino seguente, dopo aver parlato con il loro ospite, l'arrivo di altri pazienti costringe gli X-Men a nascondersi ma la sola presenza di mutanti è abbastanza da permettere la trasformazione dei pazienti in Prime Sentinelle dando inizio ad uno scontro che termina in favore del gruppo di Ciclope. Decisi a chiudere la clinica, la sera il gruppo si prepara a fare irruzione quando Wolverine scompare nel deserto attirato da un odore familiare per poi ritornare con Jubilee e scoprire che l'edificio è già stato preso d'assalto dagli stessi pazienti e il personale scomparso. Ormai conscio di avere poco tempo, Bastion ordina l'attivazione di tutte le Prime Sentinelle disponibili che convergono sui ruderi della clinica ma una flotta aerea dello S.H.I.E.L.D. li intercetta e abbatte dietro ordine del presidente.
Contemporaneamente, l'arrivo di Sabra permettere al gruppo guidato da Uomo Ghiaccio di scoprire che il figlio della detective Jones è tenuto prigioniero in una villa in Connecticut, intestata a una certa Rose Gilberti che Bastion considera una sorta di "madre" perché gli ha insegnato ad essere umano. Raggiunta la destinazione il gruppo viene preso di sorpresa da Bastion in persona e in poco tempo sopraffatto dalle Prime Sentinelle e solo il tempestivo arrivo dello S.H.I.E.L.D., con l'ordine di revoca di Operazione: Zero Tolerance, salva loro la vita e permette l'arresto dei malvagi.